# Вінтервілл (Північна Кароліна)
Вінтервілл (англ. Winterville) — місто (англ. town) в США, в окрузі Пітт штату Північна Кароліна. Населення — 10 462 особи (2020).

## Географія
Вінтервілл розташований за координатами 35°31′43″ пн. ш. 77°24′0″ зх. д. / 35.52861° пн. ш. 77.40000° зх. д. (35.528674, -77.400073).  За даними Бюро перепису населення США в 2010 році місто мало площу 11,91 км², з яких 11,91 км² — суходіл та 0,00 км² — водойми.

## Демографія
Згідно з переписом 2010 року, у місті мешкало 9269 осіб у 3412 домогосподарствах у складі 2624 родин. Густота населення становила 778 осіб/км².  Було 3593 помешкання (302/км²).
Расовий склад населення:
| - 62,8 % — білих - 31,6 % — чорних або афроамериканців - 2,1 % — азіатів - 0,3 % — корінних американців - 1,1 % — осіб інших рас |

До двох чи більше рас належало 1,9 %. Частка іспаномовних становила 3,3 % від усіх жителів.
За віковим діапазоном населення розподілялося таким чином: 29,2 % — особи молодші 18 років, 62,1 % — особи у віці 18—64 років, 8,7 % — особи у віці 65 років та старші. Медіана віку мешканця становила 34,3 року. На 100 осіб жіночої статі у місті припадало 87,3 чоловіків;  на 100 жінок у віці від 18 років та старших — 82,5 чоловіків також старших 18 років.
Середній дохід на одне домашнє господарство  становив 75 337 доларів США (медіана — 59 135), а середній дохід на одну сім'ю — 82 770 доларів (медіана — 69 367). За межею бідності перебувало 11,5 % осіб, у тому числі 17,2 % дітей у віці до 18 років та 5,2 % осіб у віці 65 років та старших.
Цивільне працевлаштоване населення становило 4736 осіб. Основні галузі зайнятості: освіта, охорона здоров'я та соціальна допомога — 41,9 %, виробництво — 11,6 %, мистецтво, розваги та відпочинок — 8,7 %, роздрібна торгівля — 7,4 %.